# Iaret

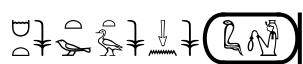
Nom et titres de Iaret sur une stèle de Thoutmôsis IV Grande épouse royale, fille royale, sœur royale, Iaret

La reine Iaret est la première grande épouse royale de Thoutmôsis IV (XVIIIe dynastie). Elle précède dans ce rôle Néfertari, en l'an 7 du règne. La transcription de son nom n'est pas certaine. Il est représenté par un unique cobra, qui a plusieurs traductions possibles.
Il est possible qu'elle soit la fille d'Amenhotep II, et donc la sœur ou demi-sœur du roi. On ignore de même si Iaret donna des enfants à Thoutmôsis IV, son successeur Amenhotep III étant le fils de Moutemouia, une épouse secondaire du roi.
Iaret est représentée sur une stèle de Thoutmôsis IV sur la presqu'île de Konosso près d'Éléphantine. La stèle représente Thoutmôsis terrassant ses ennemis devant les dieux nubiens Dédoun et Ha. La reine Iaret est représentée debout derrière lui.